# Record du Maroc de natation messieurs du 4 × 100 mètres nage libre
Cet article présente l'évolution du record du Maroc de natation messieurs du 4 × 100 mètres nage libre.

## Bassin de 50 mètres
| Temps         | Laps    | Athlète         | Naissance | Âge | Club | Compétition                 | Lieu       | Date              |
| ------------- | ------- | --------------- | --------- | --- | ---- | --------------------------- | ---------- | ----------------- |
| 3 min 40 s 31 |         |                 |           |     |      |                             | Tunis      | 7 septembre 2001  |
|               |         | Adil Bellaz     |           |     | USCM |                             |            |                   |
|               |         | Mahdi Zidouhia  |           |     | WAC  |                             |            |                   |
|               |         | Saad Khalloyi   |           |     | WAC  |                             |            |                   |
|               |         | Aziz Toumi      |           |     | WAC  |                             |            |                   |
| 3 min 32 s 24 |         |                 |           |     |      | Championnats d'Afrique (ct) | Casablanca | 16 septembre 2010 |
|               | 52 s 77 | Amine Kouame    | 1986      | 24  |      |                             |            |                   |
|               | 53 s 94 | Mehdi El Hazzaz | 1991      | 19  | WAC  |                             |            |                   |
|               | 53 s 57 | Issam Zeraidi   | 1992      | 18  | FAR  |                             |            |                   |
|               | 51 s 96 | Morad Berrada   | 1991      | 19  | WAC  |                             |            |                   |
| 3 min 32 s 06 |         |                 |           |     |      | Jeux panarabes (s)          | Doha       | 20 décembre 2011  |
|               | 52 s 45 | Issam Zeraidi   | 1992      | 19  |      |                             |            |                   |
|               | 53 s 86 | Bilal Achelhi   | 1992      | 19  |      |                             |            |                   |
|               | 53 s 60 | Mehdi El Hazzaz | 1991      | 20  | WAC  |                             |            |                   |
|               | 52 s 15 | Morad Berrada   | 1991      | 20  |      |                             |            |                   |
| 3 min 27 s 42 |         |                 |           |     |      | Jeux panarabes (f)          | Doha       | 20 décembre 2011  |
|               | 52 s 60 | Issam Zeraidi   | 1992      | 19  |      |                             |            |                   |
|               | 51 s 15 | Amine Kouame    | 1986      | 25  |      |                             |            |                   |
|               | 52 s 36 | Mehdi El Hazzaz | 1991      | 20  | WAC  |                             |            |                   |
|               | 51 s 31 | Morad Berrada   | 1991      | 20  |      |                             |            |                   |

## Bassin de 25 mètres
| Temps         | Laps | Athlète          | Naissance | Âge | Club | Compétition               | Lieu      | Date           |
| ------------- | ---- | ---------------- | --------- | --- | ---- | ------------------------- | --------- | -------------- |
| 3 min 37 s 57 |      |                  |           |     | WAC  |                           | El Jadida | 1er avril 2001 |
|               |      | Saad Khalloqi    |           |     |      |                           |           |                |
|               |      | Mahdi Zidouhia   |           |     |      |                           |           |                |
|               |      | Mansour Badri    |           |     |      |                           |           |                |
|               |      | Aziz Toumi       |           |     |      |                           |           |                |
| 3 min 34 s 82 |      |                  |           |     | USCM | Championnats du Maroc (f) | Meknès    | 3 avril 2010   |
|               |      | Amine Fawzi      | 1986      | 24  |      |                           |           |                |
|               |      | Nabil Chenoun    | 1990      | 20  |      |                           |           |                |
|               |      | Adil Assouab     | 1992      | 18  |      |                           |           |                |
|               |      | Badreddine Hanna | 1987      | 23  |      |                           |           |                |